# Lubomira Domka
Lubomira Domka (ur. 25 listopada 1942 w Sanoku, zm. 11 listopada 2004 w Poznaniu) – polska botanik i ekolog, dydaktyk biologii, profesor Uniwersytetu im. Adama Mickiewicza.

## Życiorys
W 1968 obroniła pracę magisterską (tytuł: Oznaczanie mono- i oligosacharydów przechodzących do wody podczas pęcznienia nasion bobiku (Vicia faba L.) metodą chromatografii cienkowarstwowej). Podjęła pracę w Zakładzie Fizjologii Roślin Uniwersytetu Poznańskiego. Badała tam m.in. metabolizm bobowatych i przemiany cukrowe w organach siewek i izolowanych liścieniach łubinu żółtego. Od 1970 do 1973 odbywała studia doktoranckie na Wydziale Filozoficzno-Historycznym UAM. Interesowała się wówczas m.in. dydaktyką biologii. Napisała pracę doktorską pod kierunkiem prof. Leona Lei: Możliwości zastosowania holografii w nauczaniu biologii (1974). Jako pionierka w Polsce interesowała się wykorzystaniem obrazu holograficznego w dydaktyce biologii. Habilitowała się w 1986 (praca: Zastosowanie obrazów trójwymiarowych w nauczaniu – uczeniu się biologii). Od 1987 do 1989 była prodziekanem na Wydziale Nauk Społecznych UAM. Była wówczas zainteresowana głównie doskonaleniem procesów nauczania oraz uczenia się biologii w oparciu o zdobycze współczesnej technologii. Opracowała podstawy stosowania obrazów trójwymiarowych w polskiej edukacji. Wprowadziła autorski program edukacji ekologicznej na uczelniach w Poznaniu. Od 1990 kierowała Pracownią Edukacji Ekologicznej na Wydziale Studiów Edukacyjnych UAM, a także prowadziła seminaria magisterskie i doktorskie, uczestniczyła w wykładach Polskiego Klubu Ekologicznego. Była opiekunką Studenckiego Koła Ekopedagogów. Była promotorką proekologicznego stylu życia, a swoje poglądy omawiała w wystąpieniach publicznych i na konferencjach naukowych. Otrzymała m.in. nagrodę Ministra Edukacji Narodowej za osiągnięcia naukowe i nagrody rektora UAM za osiągnięcia naukowe, dydaktyczne i organizacyjne.

## Najważniejsze publikacje

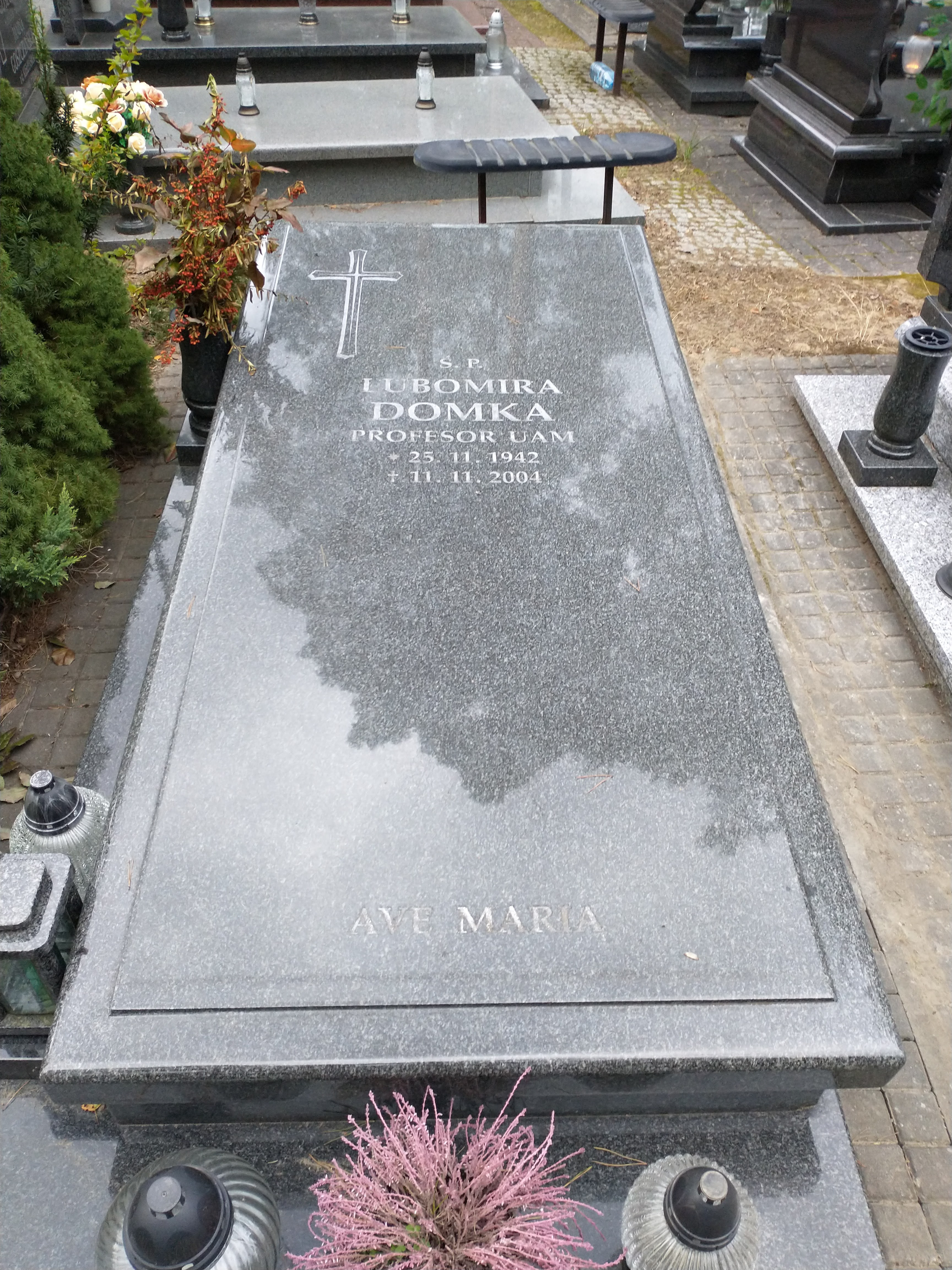
Grób na cmentarzu Miłostowo

Opublikowała ponad 100 prac naukowych, także monografie. Była m.in. współautorką przewodnika do ćwiczeń z fizjologii roślin dla studentów biologii. Inne znaczące publikacje to:
- Możliwości wykorzystania obrazu holograficznego w nauczaniu biologii (1981),
- Zastosowanie obrazów trójwymiarowych w nauczaniu – uczeniu się biologii (1986),
- Gry dydaktyczne w edukacji ekologicznej (1995),
- Kryzys środowiska a edukacja dla ekorozwoju (1996),
- Kryzys środowiska a edukacja dla ekorozwoju (1998, wyd. II zm.),
- Dialog z przyrodą w edukacji dla ekorozwoju (2001)[1].

## Rodzina
Miała małżonka Ludwika, profesora na Wydziale Chemii UAM, a także córki: Annę (doktora biologii, absolwentkę UAM) oraz Joannę (absolwentkę Uniwersytetu Ekonomicznego w Poznaniu).